# Brian Schofield
Brian Schofield es un escritor de viajes británico. Su trabajo ha aparecido en The Sunday Times, The Independent on Sunday, GQ, Arena, Condé Nast Traveller y New Statesman. En 2003, ganó el premio al mejor escritor de viajes británico que cubre América del Norte. Su primer libro, publicado en 2008, se titula Selling Your Father's Bones y sigue el éxodo en 1877 de la tribu de nativos americanos Nez Perce a través de Oregón, Wyoming, Idaho y Montana. Schofield pasó tres meses viajando por el noroeste americano en una furgoneta Dodge Camper de 1983 para investigar el libro.